# Rádio Comercial
Rádio Comercial ist ein privater Hörfunksender in Portugal mit einem Format aus aktuellen und älteren Rock- und Pop-Hits.

## Programm
Der Hauptslogan des Senders lautet "(A Melhor) Música de hoje e dos Últimos 10 anos" (zu Deutsch etwa: "(Die beste) Musik von heute und der vergangenen 10 Jahre"). Außerdem hört man oft "Para ouvir todo dia com o melhor som" ("Zum Jeden-Tag-Zuhören mit dem besten Klang"). 

## Geschichte
Der direkte Vorgänger des heutigen Rádio Comercial ist der private Hörfunksender Rádio Clube Português (RCP), der 1930 auf Sendung ging. Dieser bestand in seiner Form bis 1975. Der Sender wurde im Zuge der Nelkenrevolution, wie andere private Unternehmen, nach dem 25. November 1974 verstaatlicht und in die staatliche Hörfunkanstalt Radiodifusão Portuguesa (RDP) eingegliedert. Die RDP gründete den Sender 1979 unter dem heutigen Namen Rádio Comercial neu.
1993 wurde der Sender privatisiert und an die Boulevardzeitung Correio da Manhã verkauft. Später wurden die Unternehmen Media Capital (PRISA) und RTL Group Eigentümer. Heute ist der Sender mit Sitz in Lissabon portugalweit zu empfangen. Auf seiner Internetpräsenz bietet der Sender außerdem einen Webstream an.